# Студентско позориште Пале
Студентско позориште Пале је студентско позориште, које окупља младе глумце, студенте свих факултета смјештених на Палама, Универзитета у Источном Сарајеву. Основано је 18. октобра 2012. године. Умјетнички руководилац Студентског позоришта је глумица и драматург Мирјана Илић.

## Историја
Позоришне активности међу паљанским студентима датирају из 2009. године када је као претеча Студентског позоришта постојало Аматерско позориште при Културном центру Пале, које је уз подршку професора Љубе Божовића, направило прве озбиљније кораке ка развоју аматерског позоришта у свом граду. Студентско позориште Пале данас броји око 20 чланова, претежно студената, са факултета смјештених на Палама. Од самог оснивања до данас, Студентско позориште је једино регистровано удружење на територији Града Источно Сарајево а и шире, које се бави позоришном умјетношћу.
Током година постојања, Студентско позориште је учествовало на великом броју фестивала и добило већи број награда за свој рад, између осталог и награду за најбољу режију, најбољу представу на фестивалу и најбољу женску улогу.

## Репертоар
Студентско позориште Пале је до сада на свој репертоар поставило 12 представа, разноврсних по жанру, трудећи се да адекватним избором текстова и режијом која је увијек прилагођена поднебљу у коме живимо у позориште привуче што већи број грађана. Ријеч је о комадима "Новогодишња бајка", "Двије шаљиве једночинке", "Пут по свету на тротинету", "Тајна плаве птице", "Магареће године", "Сама сам вечерас", "Кафана блуз", "И ми имамо таленат", "Двије новогодишње јелке", "Маратонци трче почасни круг", "Само за твоје уши". Поводом 150 година од рођења Бранислава Нушића, Студентско позориште, је током 2014. године премијерно извело представу „Вечерас Нушић прича“, која је постала дио сталног репертоара.